# Asjtjisaj
Asjtjisaj (ryska: Ащисай) är en ort i Kazakstan.   Den ligger i oblystet Sydkazakstan, i den centrala delen av landet, 900 km söder om huvudstaden Astana. Asjtjisaj ligger 968 meter över havet och antalet invånare är 5 635.
Terrängen runt Asjtjisaj är kuperad, och sluttar söderut. Runt Asjtjisaj är det glesbefolkat, med 8 invånare per kvadratkilometer. Det finns inga andra samhällen i närheten. Trakten runt Asjtjisaj består i huvudsak av gräsmarker.